# 유정 (1558년)
유정(劉綎, 1558년 ~ 1619년)은 중국의 명 말기 신종 시대의 무장이다. 자(字)는 성오(省吾)이다. 강서성(江西省) 남창부(南昌府) 출신으로, 항왜명장(抗倭名將) 유현(劉顯)의 아들이다.

## 생애

### 묘족 반란 토벌
도독(都督) 유현(劉顯)의 아들로서 아버지의 관직으로 인한 음서로 지휘사(指揮使)가 되었다. 만력(萬曆) 초기, 아버지를 따라 구사만(九絲蠻, 현재 사천성 서영叙永 경계)을 토벌하였을 당시, 선봉에 서서 병사들을 거느리고 성벽에 올라 수령 아대(阿大)를 체포했다. 이로 인해 운남이동수비(雲南以東守備)로 승진하였고, 다시 남경소교장좌영(南京小教場坐營)에 임명되었다. 유정은 120근짜리 칼을 사용하여 '유대도(劉大刀)'라는 별명이 있었다. 첩 20여 명은 모두 연(燕, 하북성)과 조(趙, 산서성)에 있었을 때에 데려왔는데 모두 말을 잘 타고 탄환을 잘 쏘았다. 유정이 출순할 때면 이들은 무장을 하고 작은 가죽신을 신고는 준마에 올라 앞장서서 길을 인도하였고, 네 명의 역사(力士)가 유정의 칼걸이를 들고 그 뒤를 따랐으며, 유정은 이들 뒤에서 따라갔다 한다.

### 버마 원정 참전
만력 11년(1583) 유정은 버마왕 남달발인(南達勃因) 혹은 망응리(莽應里)를 토벌하여 이름을 얻었고, 등자룡(鄧子龍)과 요관(姚關) 이남에서 버마군을 대파했으며, 맹양(孟養), 목방(木邦), 맹밀(孟密), 농천(隴川) 토사(土司)를 초무하였다. 이외에도 파주(播州)에서 묘족 양응룡(楊應龍)이 일으킨 난에서 활약하였다.

### 임진왜란 참전
유정은 부총병(副總兵)으로 조선에 파견되어 임진왜란에 참전하였다. 그는 휴전기에도 조선에 머물렀고, 이후 정유재란에서는 총병(總兵)으로 승진해 서로군(西路軍) 대장이 되었다. 순천(順天) 전투에서는 고니시 유키나가(小西行長)를 공격했지만 저지당하였다. 후에 가토 기요마사(加藤淸正)에게 항복 권유 서신을 보내기도 하였다.

### 사르후전투에서의 전사
만력 47년(1619) 명과 후금(後金) 군대가 격돌한 사르후 전투(薩爾滸之戰)에서, 양호(楊鎬)는 병사를 4로(四路)로 나눠 진군하였고, 네 총병관(總兵官)이 인솔하였으며, 허투알라(赫圖阿拉)로 진공하였다. 사로군(四路軍)은 산해관총병(山海關總兵) 두송(杜松), 요동총병(遼東總兵) 이여백(李如柏), 개원총병(開原總兵) 마림(馬林), 그리고 요양총병(遼陽總兵) 유정이 거느렸다. 두송이 부대 주력이었고 유정은 우익남로군(右翼南路軍)을 인솔하였다. 유정은 선전을 펼쳤지만 양호와의 불화로 동로(東路)로 파견되었고 그의 군대는 깊은 곳에 침투하여 고립되었다.
서로(西路) 주력 산해관총병 두송은 복병을 만나 참패하였고 전군이 몰사하였다. 이어 북로(北路) 마림도 패하여 개원으로 도주하였다. 두 군대가 패배한 소식을 들은 양호는 유정과 이여백 군대를 급히 불렀다. 이때 우정은 300리까지 진군하여 심하(深河)에 이르렀고, 잇달아 세 채(寨)를 무너뜨리고서 곧바로 동악로(棟鄂路)로 들어갔다. 누르하치(Nurhaci, 努爾哈赤)는 두송군의 사자로 위장시킨 병사를 파견, 두송이 허투알라성에 이르렀다고 말하여 유정에게 진군을 재촉하였으나, 유정은 이것이 계략인 줄 모르고 군대 무장을 기벼이 하고 아부달리강(阿布達里岡)까지 진격시켰으며, 이후 일렬 진군을 하였다. 다이샨(Daišan, 代善)이 지휘하는 팔기(八旗) 철기(鐵騎) 정예가 유정의 동로군괴 일전을 벌였다. 유정은 양팔에 상처를 입었고 얼굴 절반이 베어져 나갔는데도 수십 명을 찔러 죽이고 마침내 전사하였으며, 동로군도 전멸하였다.
청(淸)에서는 그에게 충장(忠壯)이라는 시호를 추증하였다.

## 관련 작품
- 《임진왜란》(MBC, 1985년~1986년, 배우:조춘)
- 《불멸의 이순신》 (KBS1, 2004년~2005년, 배우:손호균)

## 같이 보기
- 임진왜란
- 사르후 전투